# 18497 Nevězice
18497 Nevězice è un asteroide della fascia principale. Scoperto nel 1996, presenta un'orbita caratterizzata da un semiasse maggiore pari a 2,2785656 UA e da un'eccentricità di 0,1434880, inclinata di 8,14538° rispetto all'eclittica.